# Ревнивцев, Владимир Иванович
Влади́мир Ива́нович Ревни́вцев (4 марта 1931, Свердловск — 20 сентября 1989, Полтава) — учёный в области горного дела, организатор науки в сфере технологии переработки минерального сырья. Доктор технических наук, профессор, член-корреспондент АН СССР. Директор научно-исследовательского и проектного института «Механобр». Лауреат двух Государственных премий СССР.

## Биография

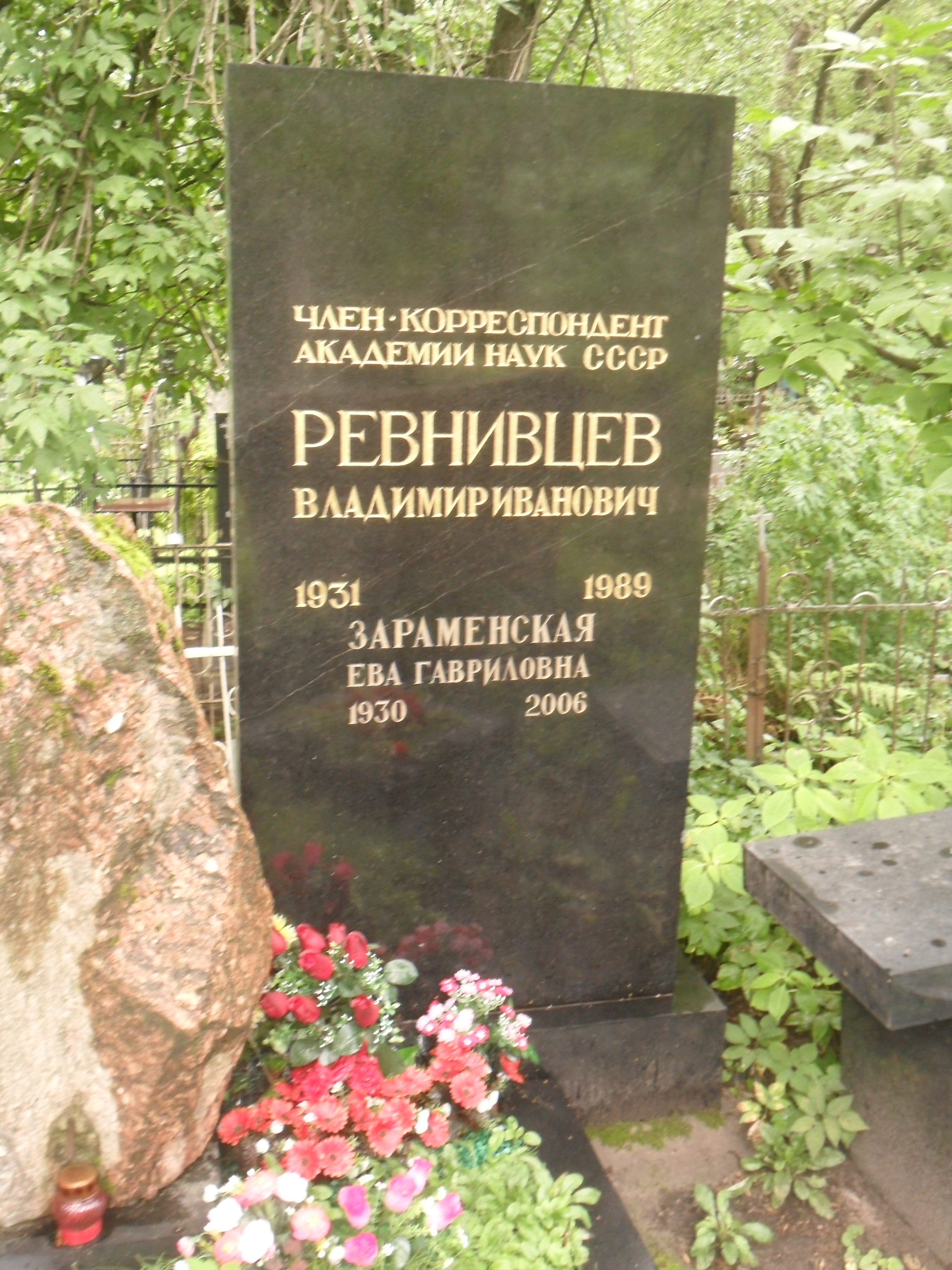
Могила Ревнивцева на Серафимовском кладбище Санкт-Петербурга.

В 1953 году окончил Свердловский горный институт.
Прошёл путь от научного сотрудника до заместителя директора по научной работе института «Уралмеханобр».
С 1973 года работал в научно-исследовательском и проектном институте «Механобр» главным инженером, с 1976 — директор института.
Являлся инициатором создания межотраслевого научно-технического комплекса (МНТК) «Механобр» (1986), был его генеральным директором.
Участвовал в создании и развитии крупнейших отечественных и зарубежных горно-обогатительных комбинатов, в том числе: Норильского, Костомукшского, Ковдорского, Качканарского, «Апатит», «Эрдэнэт» и других.
Основатель научной школы по разработке процессов разделения минералов с близкими свойствами на основе дефектов их кристаллической структуры, благодаря чему стало возможным вовлечение в переработку труднообогатимых руд.
Поддержал и возглавил ряд направлений: селективное раскрытие минералов, направленное изменение их технологических свойств, вовлечение в переработку вторичного техногенного сырья и др.
Объединил проблемно ориентированные фундаментальные исследования, конструкторские и технологические разработки, промышленность и технологию производства в одной программе. Комплексно оптимизировал смежные с обогащением переделы — добычу полезных ископаемых, рудоподготовку и металлургию.
Доктор технических наук (1973), профессор (1975), член-корреспондент АН СССР (1981).
Народный депутат СССР (1989).
Председатель Научного совета по физико-химическим проблемам обогащения полезных ископаемых АН СССР, заместитель председателя комиссии по прикладной минералогии Международной минералогической ассоциации, постоянный член Международного научного комитета по обогащению полезных ископаемых.
Похоронен в Ленинграде на Серафимовском кладбище.

## Награды
- Государственная премия СССР (1980);
- Государственная премия СССР (1990, посмертно).